# Revista Digital Universitaria
La Revista Digital Universitaria (RDU) es una revista trimestral de divulgación científica y humanística editada por la Coordinación de Evaluación, Innovación y Desarrollo Educativos (CEIDE) de la Universidad Nacional Autónoma de México, desde el año 2000. En 2016 la RDU ingresó al Índice de Revistas Mexicanas de Divulgación Científica y Tecnológica del Consejo Nacional de Ciencia y Tecnología de México (Conacyt). A su vez, la RDU se encuentra indexada por diferentes servicios electrónicos, entre ellos: ERIH PLUS, Latindex, MIAR, entre otros.